# فيليب غلاسير
فيليب إدوارد بروغام غلاسير (بالإنجليزية: Phillip Edward Brougham Glasier)‏ (22 ديسمبر 1915 - 11 سبتمبر 2000) كان الخبير البريطاني الرائد في الصقور والجوارح. بدأ غلاسير اهتماما جديدا بالصيد بالصقور في كل من المملكة المتحدة والولايات المتحدة الأمريكية. قضى الكثير من حياته المعنية بحفظ وتربية الطيور الجارحة ودعوة وتنبيه الجمهور إليها من خلال تأسيس مركز الصقر (المركز الدولي لطيور الجارحة)، نيوينت، غلوسترشير، وكذلك من خلال الكتب والمحاضرات ومظاهرات عامة. أسس مؤسسة الحفاظ على الصقوريات (الآن مؤسسة الحفاظ على البوميات وصقوريات) و جمعية الطيور الجارحة.

## السنوات الأولة من حياته
ولد غلاسير في ساوثفيلدز في جنوب غرب لندن، حيث كان والده وكيل أرض. حوالي عام 1920 انتقلت الأسرة إلى كنت وبعد ذلك إلى سوفولك حيث قضى طفولته. وكان تأثير كبير على حياته في ذلك الوقت خطوة عمه، الفارس كابتن تشارلز نايت ، عالم الطيور المحترم والصقور الذي شجع اهتمام الشاب غلاسير في الطبيعة والحياة البرية. عاش تشارلز نايت على بعد مسافة قصيرة من منزل غلاسير خارج سيفينواكس. كما قضى الطفل والمراهق غلاسير الكثير من الوقت مع عمه في تعلم عن الحياة البرية وخاصة الطيور الجارحة. مع ابن عمه، الممثل إسموند نايت، شارك في عدد من أفلام الهواة التي أدلى بها تشارلز نايت. كان هذا هو مهارته في التعامل مع الطيور أنه عندما ذهب عمه بعيدا في الحملة الانتخابية ترك ابن شقيقه الصغير المسؤول عن النسر الأفريقي والصقور.
بعد ترك المدرسة ذهب غلاسير للعمل في أعمال وكالة والده الأرض.

## الحرب العالمية الثانية
خلال الحرب العالمية الثانية كان غلاسير مدربا في الفيلق المدرع الملكي. كان متمركزة في البداية في مخيم بوفينغتون في دورست، وفي انتظار لجنة أصبح مدربا للأسلحة ثم الدبابات. ذهب أخيرا إلى أكاديمية ساندهيرست العسكرية الملكية كمدرب مدفعي. تم تسريح غلاسير في عام 1950 بعد 6 سنوات من الخدمة.

## السنوات الثانية في حياته
وقد توفي والده خلال فترة خدمته العسكرية ولم يتمكن من العودة إلى عمله السابق. وقد عمل كمصور صحافي في لندن ولكنه وجد أنه غير مرضي وانتقل إلى سالزبوري حيث أقام متجر تصوير متخصص في صور الطيور. في هذا الوقت كان بيتر سكوت قد بدأ محيمة سيفرن للطيور البرية (وهو الآن محمية الطيور البرية والأراضي الرطبة)، وأرسله غلاسير صورة لبطاقة تجارية، على أمل أن يشتريها سكوت. لم يشترها فحسب، بل كلف غلاسير بأخذ المزيد من الصور في محمية الحياة البرية، وهو ما فعله في الزيارات السنوية.
في عام 1953 أخذ غلاسير جزءا صغيرا مثل «الصقر الملكي» في فيلم يسمى السيف والورود. وكان دوره ينطوي على صقور الطيران لإضافة الأصالة إلى الدراما.

هذا الفيلم تألق جيمس روبرتسون جستيس الذي كان في وقت لاحق لدعوة غلاسير ليكون الصقور الشخصية له. كما كان مسؤولا عن تحلق الصقور لفيلم فرسان المائدة المستديرة بطولة آفا غاردنر وروبرت تايلور.

بعد فترة قصيرة من انتقال هذا غلاسير وعائلته إلى جزيرة السوداء (Black Isle)، إنفرنيس، اسكتلندا لتقديم عرض جيمس روبرتسون جستيس من العمل. كما تم تقديم المزيد من أعمال الصقور في حلقة من مسلسل تلفزيوني عام 1959 يدعى ثري غولدن نوبلز.
وفي وقت لاحق عاد إلى ميلبوري أوزموند في دورسيت، جنوب غرب إنجلترا، وعاد سنويا إلى اسكتلندا لموسم صيد الطيور، من بين أمور أخرى، الأمير فيليب وتشارلز، أمراء ويلز. في عام 1963 قام برحلة برية إلى الشرق الأوسط والهند بحثا عن الجوارح الصقر هودجسون (نيسايتوس نيبالنز). وقد أجريت الرحلة مع صديقه بيتر كومب في أوستن جيبسي القديمة.
في عام 1963 كتب غلاسير السيرة الذاتية كما الصقر أجراسها (عنوان من شكسبير كما تريد ذلك، العمل الثالث، المشهد الثالث). تذكر حياته في وقت مبكر وعمه مؤثرة. في عام 1965 ذهب غلاسير إلى محطة الجوية البحرية الملكية في لوسيموث، اسكتلندا لشرح كيف يمكن استخدام الطيور الجارحة المدربة لمنع ضربات الطيور على الطائرات عن طريق مسح مدارج طيور النورس وغيرها من الطيور. وكانت هذه هي المرة الأولى التي تستخدم فيها الصقور بهذه الطريقة.

## السنوات الأخيرة من حياته
في عام 1966 انتقل غلاسير من دورسيت إلى غلوسستر، وافتتح مركز الصقور(المركز الدولي للطيور الجارحة) في مايو 1967.

وكان نيته أن يكون للجمهور الوصول الوثيق إلى الطيور الجارحة، ويشهد التعامل معها من خلال عرض الطيران ويكون أكثر وعيا لقيمتها الإيكولوجية. في ذلك الوقت كان هناك شعور عام بأن العديد من الطيور الجارحة آفات مدمرة. وقد نما المركز وطور برنامجا ناجحا لتربية العديد من الطيور التي لم تكن قد ولدت سابقا في الأسر.

في عام 1982 تقاعد غلاسير وذهب للعيش في اسكتلندا هربا من قانون الحياة البرية والريف لعام 1981: استمر في مساعدة الجوارح، وكتب أيضا كتاب السيرة الذاتية آخر، وهو الصقور في اليد. وعاد بعد ذلك إلى غورسلي في غلوسسترشير.

## الأسرة
انفصل فيليب غلاسير عن زوجته الأولى فاليري بيدلر، وقد كان له ابنان وابنة. وكان زواجه الثاني في عام 1949 من «بيل» ليس. توفيت في عام 1998. كان لديهم ثلاث بنات وابن، جميما، آنا، دينا ونيكولاس.

## روابط خارجية
- فيليب غلاسير على موقع IMDb (الإنجليزية)